# Krisztus és a házasságtörő asszony
A Budapesten látható Krisztus és a házasságtörő asszony című festmény idősebb Lucas Cranach alkotása.
A német festő 1532-ben festette olajjal hársfa panelre a képet, amely 82,5 × 121 centiméteres. A festmény a Szépművészeti Múzeum gyűjteményének része, az első emeleten látható, a régi európai mesterek tárlatának állandó darabja.
A kép középpontjában a kék ruhás, piros köpenyes Jézus Krisztus áll, balra tőle a házasságtörő asszony. Körülöttük, a festő kora szokásainak megfelelően kortárs öltözetben, a zsidók, akik el akarják ítéltetni Jézussal a nőt. Egyikük már a halálos ítélet végrehajtására készül, ezért kezében kövek vannak.
A kép a János evangéliumában  szereplő eseményt örökíti meg. A farizeusokok Jézus ítéletét kérik egy nő felett, aki megcsalta a férjét. Ekkor odavezettek az írástudók és a farizeusok egy asszonyt, akit házasságtörésen értek, középre állították, és így szóltak Jézushoz: „Mester, ezt az asszonyt házasságtörés közben tetten érték. Mózes azt parancsolta nekünk a törvényben, hogy kövezzük meg az ilyeneket. Hát te mit mondasz?” Ezt azért mondták, hogy próbára tegyék, és legyen mivel vádolniuk őt.
A farizeusok ezzel nehéz választás elé állítják Jézust, ugyanis a mózesi törvény szerint meg kell kövezni a vétkest, a rómaiak törvénye viszont azt mondja ki, hogy halálbüntetést csak ők szabhatnak ki. Jézus nem engedelmeskedhet mindkét törvénynek, ezért bármelyik mellett dönt, megsérti a másikat; ha átengedi a döntést a rómaiaknak, elveszti tekintélyét, ha engedelmeskedik a régi törvénynek, a rómaiak letartóztatják.
Jézus a következőképpen oldotta meg a helyzetet: Amikor továbbra is faggatták, felegyenesedett, és ezt mondta nekik: „Aki bűntelen közületek, az vessen rá először követ.” Ez után senki nem vállalja a büntetés végrehajtását, és a vádlók elmennek. Carnach a festmény felső részére írta Jézus válaszát: Wer under euch an Sund ist, der werffe den ersten Stein auef Si, valamint a kép készítésének évszámát.
A reformáció korában kelendőek voltak a moralizáló képek, köztük a Jézust és a házasságtörő nőt ábrázoló alkotások. Ez utóbbi Luther Márton 1531-es wittenbergi prédikációja után lett különösen népszerű. Carnach Szépművészeti Múzeumban őrzött festménye 1532-ban készült. Carnach műhelye a témát újra és újra megörökítette, ezek közül sok fennmaradt. Az egyedi festményeken a személyek, mozdulatok, az alakok elhelyezkedése változhat, de a kompozíció lényegét nem érintik a módosítások. A budapestihez hasonló képet őriz a prágai  és a kanadai nemzeti galéria, valamint a bostoni szépművészeti múzeum. A New York-i Metropolitan Művészeti Múzeumban látható kép alkotója a mester fia, Lucas.